# پایگاه نظامی امام علی
پایگاه نظامی امام علی (به انگلیسی: Imam Ali military base) یک پایگاه نظامی ایرانی در نزدیکی شهر ابوکمال سوریه است که در نزدیکی مرز عراق قرار دارد و از اوایل سال ۲۰۱۸ به‌طور مداوم در دست ساخت است.
تصاویر ماهواره‌ای که از سوی شرکت ایمج‌ست اینترنشنال در اواخر سال ۲۰۱۹ گرفته شده‌است، حاکی از ساخت یک سیستم تونل زیرزمینی است که منابع اطلاعاتی غربی معتقدند با هدف نقل‌وانتقال موشک و نفرات در چارچوب اهداف نظامی ایران در منطقه حفر شده‌است.

## حمله به پایگاه
این پایگاه چندین مرتبه توسط نیروی هوایی اسرائیل مورد حمله قرار گرفته‌است که پس از آن ساخت و ساز تونل‌ها شتاب گرفته شده‌است.
در ۲۰۲۰/۰۳/۲۲ میلادی جنگنده‌های ائتلاف ضد داعش به رهبری امریکا، به تلافی شلیک موشک به پایگاه‌های آمریکایی این پایگاه را بمباران کردند.